# 島村麗乃
島村 麗乃（しまむら れいの、1991年9月17日 - ）は、埼玉県出身の元サッカー選手。ポジションは、フォワード。現在は専門家 タレントとしても活動。株式会社エキスパートナー 所属。

## 来歴
父は日本人で、母はスペインとフィリピンの血を持つ。
柏レイソル、水戸ホーリーホックの下部組織出身。高校2年時にはトップチームの練習に参加するために通信制の高校に転校したが、トップチーム昇格は叶わなかった。その後流通経済大学を経て、2012年にスペインへ渡りディビシオネス・レヒオナレス（5部リーグ）の CEアルベリック と契約を結んだ。2013年夏、テルセーラ・ディビシオン（4部リーグ）・CDE EF ソナ5へ移籍した。
プレシーズンマッチにはセグンダ・ディビシオンB(3部リーグ)のオンティニエンテCFや、プリメーラ・ディビシオン(1部リーグ)のUDアルメリアへの参加が決まっていたが、ビザの関係により強制帰国となった。
オンティニエンテに関しては、プレシーズンマッチ中にプリメーラ・ディビシオン(1部リーグ)のエルチェCFとの試合に出場していた。また初日の参加ですでに契約の話が上がっていた。
2014年より、FC琉球へ移籍加入。第1回ＦＣ琉球イケメン選手グランプリでは、出場などの露出も少なく地元の選手ではなかったが3位に入賞した。筋肉系の怪我も多く出場機会もほとんど無いまま、同年シーズン終了後、契約満了に伴い1年で退団した。
プロサッカー選手引退後は現役時代の経験を生かしRIZAP株式会社 のパーソナルトレーナーとして、社内表彰金賞やRIZAP×modelpress協同企画 ベストヒップコンテスト で、モデルの担当をするなど活躍している。
2016年よりモデル、俳優、インスタグラマーの活動等で活躍の場を広げている。
2018年に 一般社団法人ジャパンアスリートトレーナー協会（JATA） を発足し代表理事に就任。
2019年より、専門家タレントとして事務所に所属し、トータルボディメイカーとしても活動中。
2021年から ReebokONEアンバサダー として契約し、Reebok公式のイベントやセミナーに講師として活動。
2022年より学校法人井之頭学園藤村女子高等学校とJATAの業務委託契約を締結。業界初の学校でのパーソナルトレーナーの授業を開始。

## 所属クラブ
- 大門サッカー少年団（川口市立戸塚綾瀬小学校）
- 三菱養和SC（川口市立戸塚綾瀬小学校）
- 柏レイソルU-15（川口市立戸塚西中学校）
- 水戸ホーリーホックU-18（茨城県立那珂湊第一高等学校→水戸平成学園高等学校）
- 流通経済大学
  - 2011年 クラブ・ドラゴンズ
- 2012年 - 2013年  CEアルベリック
- 2013年 - 2014年  CDE EF ソナ5
- 2014年  FC琉球

## 個人成績
| 国内大会個人成績 | 国内大会個人成績 | 国内大会個人成績 | 国内大会個人成績 | 国内大会個人成績 | 国内大会個人成績 | 国内大会個人成績 | 国内大会個人成績 | 国内大会個人成績 | 国内大会個人成績 | 国内大会個人成績 | 国内大会個人成績 |
| 年度             | クラブ           | 背番号           | リーグ           | リーグ戦         | リーグ戦         | リーグ杯         | リーグ杯         | オープン杯       | オープン杯       | 期間通算         | 期間通算         |
| 年度             | クラブ           | 背番号           | リーグ           | 出場             | 得点             | 出場             | 得点             | 出場             | 得点             | 出場             | 得点             |
| 日本             | 日本             | 日本             | 日本             | リーグ戦         | リーグ戦         | リーグ杯         | リーグ杯         | 天皇杯           | 天皇杯           | 期間通算         | 期間通算         |
| ---------------- | ---------------- | ---------------- | ---------------- | ---------------- | ---------------- | ---------------- | ---------------- | ---------------- | ---------------- | ---------------- | ---------------- |
| 2011             | ドラゴンズ       | 17               | 関東2部          | 9                | 1                | -                | -                | -                | -                | 9                | 1                |
| スペイン         | スペイン         | スペイン         | スペイン         | リーグ戦         | リーグ戦         | 国王杯           | 国王杯           | オープン杯       | オープン杯       | 期間通算         | 期間通算         |
| 2012-13          | アルベリック     |                  | レヒオナレス     | 20               | 10               | -                | -                | -                | -                | 20               | 10               |
| 2013-14          | ソナ5            |                  | テルセーラ       | 8                | 3                | -                | -                | -                | -                | 8                | 3                |
| 日本             | 日本             | 日本             | 日本             | リーグ戦         | リーグ戦         | リーグ杯         | リーグ杯         | 天皇杯           | 天皇杯           | 期間通算         | 期間通算         |
| 2014             | 琉球             | 19               | J3               | 0                | 0                | -                | -                | 1                | 0                | 1                | 0                |
| 通算             | 日本             | 日本             | J3               | 0                | 0                | -                | -                | 1                | 0                | 1                | 0                |
| 通算             | 日本             | 日本             | 関東2部          | 9                | 1                | -                | -                | -                | -                | 9                | 1                |
| 通算             | スペイン         | スペイン         | テルセーラ       | 8                | 3                | -                | -                | -                | -                | 8                | 3                |
| 通算             | スペイン         | スペイン         | レヒオナレス     | 20               | 10               | -                | -                | -                | -                | 20               | 10               |
| 総通算           | 総通算           | 総通算           | 総通算           | 37               | 14               | -                | -                | 1                | 0                | 38               | 14               |

## タイトル

### クラブ
柏レイソルU-15
- JFAプレミアカップ (2004年)

### コンテスト戦歴
2018年
- ベストボディジャパン 千葉大会3位
- ベストボディジャパン 埼玉大会グランプリ
- ベストボディジャパン 日本大会ベスト5入り

2019年
- ベストボディジャパン 埼玉大会3位
- 世界3大ミスターコンテスト スプラナショナル 日本代表 MR JAPAN

2021年
- 第7回メンズフィジーク東京選手権大会4位
- 第3回埼玉県フィットネスオープン大会 メンズフィジーク11位

## 出演歴
2016年
- SASUKE2016
- 東京ボーイズコレクション(4位)
- Tarzan創刊700号
- 東京よさこい祭(角田信明‐よっしゃあ漢唄/バックパフォーマー)
- BESTBODYJAPAN(ファイナリスト)

2017年
- 天才バカボン2(アクションエキストラ)

2018年
- KDDI株式会社 au サッカーCM 主演
- 某オリエンタルランド広告モデル
- 「林先生が驚く初耳学」(10/28 OA分) 監修

2019年
- 明治SAVASミルクプロテインCM 出演
- 9月14日 Ｊ-WAVE 81.3FM TRUME TIME AND TIDE
- 9月20日 RainbowFM88.5 MHz DJTAKAのSuper Magic Talk出演

2020年
- Nikon CM 出演
- キズパワーパッドパッケージモデル
- オリンピック・パラリンピック会場内映像モデル

2020年
- 11月~現在 BS朝日「イケトレ」レギュラー出演

2021年
- 11月25日 ReebokONEインストラクター向けオンラインセミナー「トレーナーとして生きていくコツ」出演

2022年
- 3月8日 Womens day Reebok Instagram LIVE「女性とフィットネス」出演
- 明治SAVASミルクプロテインCM 出演